# تشيرنوبليت

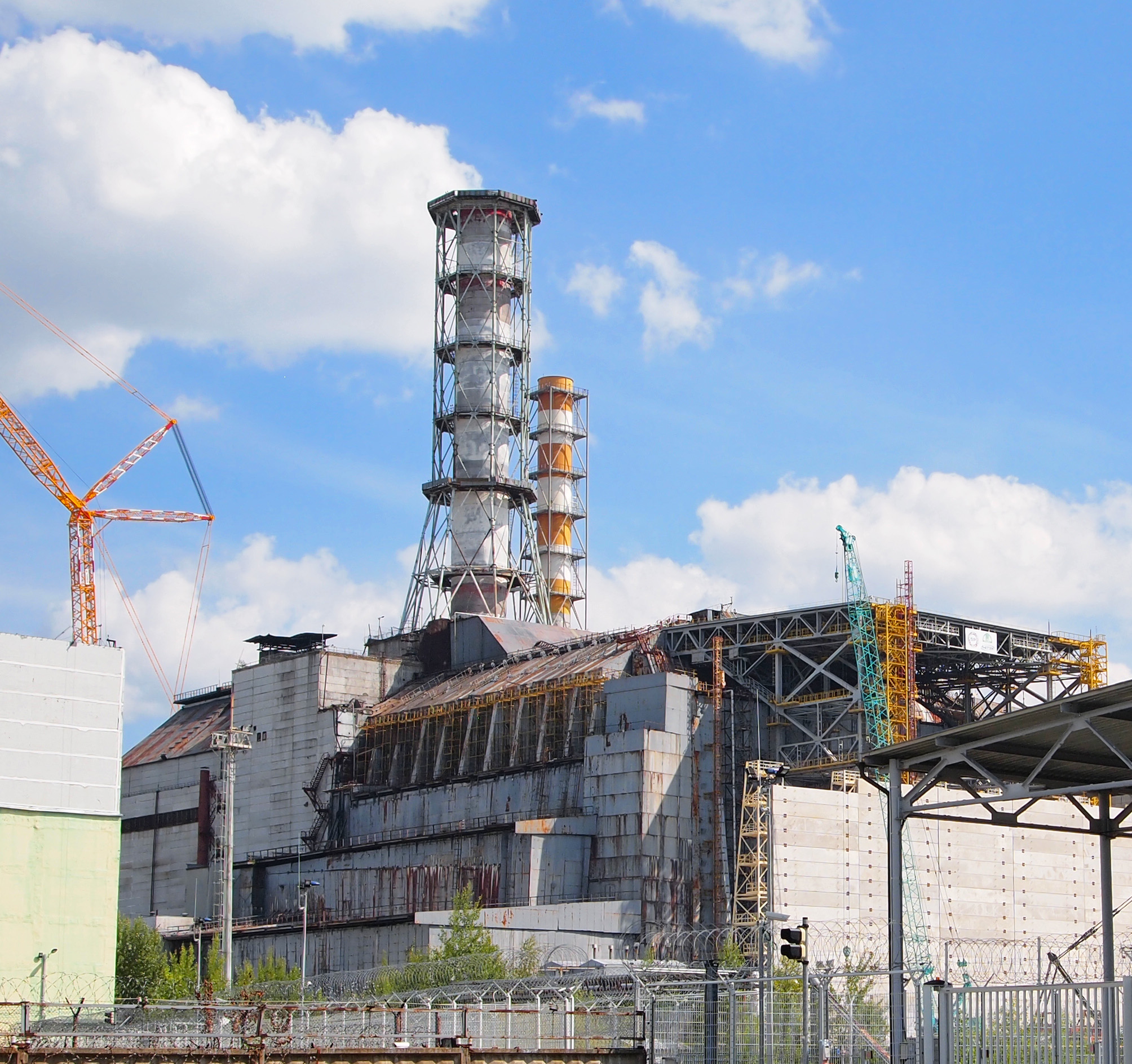
محطة تشيرنوبيل النووية.

تشيرنوبليت (بالإنجليزية: Chernobylite)‏ هو مركبٌ تكنوجيني، وهو سيليكات الزركونيوم المُتبلور مع محتوًى عالٍ (يصل إلى 10%) من اليورانيوم، ويكون على هيئة محلولٍ صلب.
اكتُشف في الكوريوم  المُنتج في كارثة تشيرنوبل، وهي مادةٌ زجاجيةٌ تشبه الحمم، كانت قد تشكلت أثناء الانهيار النووي للمفاعل الأساسي الرابع. يُعد مُركب تشيرنوبليت شديد النشاط الإشعاعي؛ وذلك بسبب محتواه العالي من اليورانيوم وتلوثه بنواتج الانشطار النووي.